# Nhạn đầu xám

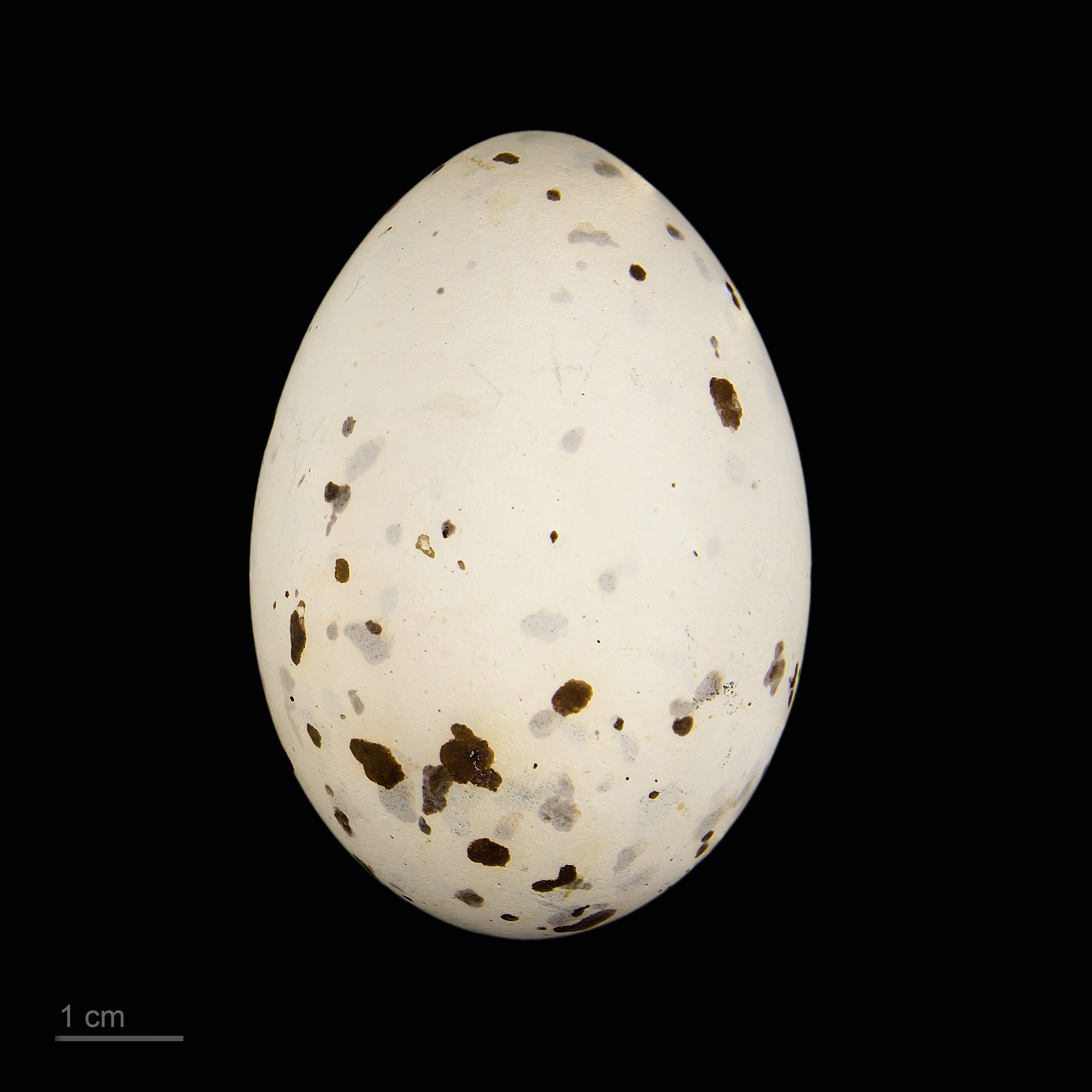
Anous stolidus

Nhạn đầu xám (tên khoa học: Anous stoliduslà) một loài chim trong họ Laridae.